# 法恩萊克斯鎮區 (明尼蘇達州聖路易斯縣)
法恩萊克斯鎮區（英語：Fine Lakes Township）是位於美國明尼蘇達州聖路易斯縣的一個行政鎮區。

## 地方資料
法恩萊克斯鎮區的面積為92.90平方千米，當中陸地面積為88.61平方千米，而水域面積為4.29平方千米。根據2020年美國人口普查的數據，當地共有人口114人，而人口密度為每平方千米1.23人。